# Лютеїн
Лютеїн (лат. luteus — жовтий) — жовто-помаранчевий ксантофіл і разом з β-каротином є найпоширенішими каротиноїдами. Лютеїн дозволений до використання в Україні як харчовий барвник, позначається E161b.

## Походження
У природі лютеїн є найпоширенішим ксантофілом і постійно супроводжується зеаксантином. Високий вміст знаходиться у темних листяних овочах (наприклад, у капусті кале до 0,25 мг/г свіжої маси, у шпинаті до 0,12 мг/г свіжої маси). Пелюстки чорнобривців містять до 8,5 мг/г свіжої маси і використовуються у промисловому виготовленні лютеїну. У тварин лютеїн відіграє роль жовтого барвника у жовтку. В сліпій плямі ока міститься лютеїн і зеаксантин — єдині представники каротиноїдів.

## Добування і синтез
Біосинтез лютеїну здійснюється з α-каротину шляхом гідроксилювання за допомогою спеціальних ферментів гідроксилаз. Цей біосинтез, як і біосинтез α-каротину проходить тільки у рослин.
В промисловості отримують шляхом екстракції з лютеїнвмісних частин рослин, найчастіше з пелюсток чорнобривців.
Лютеїн міститься у помаранчових овочах і фруктах, зустрічається також у яєчному жовтку, деяких водоростях. Цей пігмент надає жовтого відтінку багатьом плодам, серед яких: манго, папая, кукурудза та томати, а найбільш багаті на нього листкові овочі з темним листям: шпинат, броколі, брюссельська капуста, цибуля порей.

## Властивості
Лютеїн утворює оранжево-жовті кристали.

## Застосування
Лютеїн застосовують як харчовий барвник (E161b), як харчову добавку для птиці з метою забарвлення жовтка.
Крім того, використовується як лікарський засіб при лікуванні макулодистрофії, спосіб дії лютеїну досі лишається неясним.
Найновіші дослідження показали, що вживання лютеїну навіть у літньому віці дозволяє запобігти або пом'якшити перебіг макулодистрофії. Для перевірки цих даних в 2008 році стартувало дослідження AREDS II.
У 2010 році в дослідженні Вісконсинського університету в Медісоні з 1800 учасницями було виявлено, що при вживанні лютеїну і вітаміну С можна знизити ризик розвитку катаракти у жінок.
Лютеїн вважається особливо важливим для очей, оскільки його концентрація в людини є максимальною в центральній частині сітківки — жовтій плямі, що відповідає за гостроту зору. Чим більше лютеїну в їжі, тим нижче ризик дистрофії жовтої плями (що приводить до сліпоти людей у віці 55 років і старше).

## Біологічне значення
Лютеїн складова антенних комплексів хлоропластів, в них підвищене утворення енергії і активується захисна функція. У подальшому служить як місцевий барвник в пелюстках і фруктах. У людини лютеїн (разом з зеаксантином) відіграє істотне значення для зору.